# Slädene storegård
Slädene storegård är en gård och ett före detta officersboställe i Slädene socken, Vara kommun. Byggnaden, som uppfördes år 1737, förklarades som statligt byggnadsminne den 25 januari 1935 och övergick till enskilt byggnadsminne den 21 februari 1995. Skyddsföreskrifterna omfattar huvudbyggnaden och en flygel, samt en större parkliknande trädgårdsanläggning väster om huvudbyggnaden.

## Historia
Gården Slädene tillhörde år 1298 biskop Brynolf Algotsson i Skara och ägdes år 1400 av en medlem i ätten Natt och Dag. Bland senare ägare märks Hogenskild Bielke och Magnus Gabriel De la Gardie. Sedan gården dragits in till kronan vid reduktionen, var den fram till 1878 översteboställe för Västgöta-Dals regemente. Nuvarande låga stenbyggnad uppförd 1737, ersatte en tidigare mangårdsbyggnad från 1684. I interiören återfinns rester av rumsindelningen från 1700-talet.
Träflygeln har ursprungligen varit köksflygel men ändrades 1737 till brygghus.

## Beskrivning
Byggnadsminnet Slädene Storegård är en jordbruksfastighet vars äldsta delar består av en huvudbyggnad och en flygel, samt en större parkliknande trädgårdsanläggning väster om huvudbyggnaden. Skyddsområdet omfattar ett flertal ekonomibyggnader öster om och sydost om huvudbyggnaden. Utanför skyddsområdet ligger i anslutning till gården ett före detta stall i norr och en före detta arbetarbostad (statarbostad) i söder.
Huvudbyggnaden är av putsad och vitkalkad sten i en våning under brutet skiffertak, uppförd år 1737 efter Bengt Wilhelm Carlberg ritningar, vilka i viss utsträckning är i överensstämmelse med 1732 års typritning för översteboställen. Den ursprungliga rumsindelningen är i huvudsak bevarad liksom delar av äldre fast inredning, såsom bröstpaneler, listverk och spegeldörrar från 1700-talet, samt några kakelugnar från 1800-talet.
Flygelbyggnaden, en före detta köksflygel och brygghus, är av lockpanelat och gulmålat timmer under tegeltäckt valmtak. Äldre fast inredning är delvis bevarad. Flygelbyggnaden är uppförd möjligen vid 1600-talets slut och omändrad till brygghus 1737. Framför ingången ligger en stenhäll, som möjligen kan vara en gravsten.
Inom skyddsområdet, eller med anknytning till gården, finns även ett före detta traktorgarage, som används som vedbod, en före detta mejeribyggnad från 1920-talet, ett spannmålsmagasin från 1800-talets mitt, en verkstadsbyggnad byggd omkring år 1900, samt en stor ekonomibyggnad, delvis uppförd efter en brand 1942.